# Società Sportiva Monopoli 1966 2016-2017
Questa voce raccoglie le informazioni riguardanti la Società Sportiva Monopoli 1966 nelle competizioni ufficiali della stagione 2016-2017.

## Stagione
Nella stagione 2016-2017 Il Monopoli festeggia il suo 50º anniversario di fondazione. In Coppa Italia di Lega Pro i monopolitani concludono appaiati nella fase a gironi, nel girone F, con le squadre con 3 punti, passa il Francavilla per miglior differenza reti con Catanzaro e Monopoli. Mentre i biancoverdi in campionato disputano il girone C di Lega Pro, raccolgono 42 punti, che valgono il quattordicesimo posto, con il mantenimento della categoria. Allenati da Diego Zanin partono forte, ottengono 25 punti nel girone di andata, mettendo in cascina del buon fieno, nel girone di ritorno hanno un vistoso calo, portano a casa solo 17 punti, ma quanto basta, per raggiungere l'obiettivo stagionale. Miglior marcatore del Monopoli il laziale Mattia Montini che ha firmato 13 reti in campionato.

## Divise e sponsor
Lo sponsor tecnico per la stagione 2016-2017 è Joma mentre lo sponsor ufficiale è Millonare. Per i 50 anni del Monopoli, sono state create delle divise personalizzate, riportate in seguito.
| Casa | Trasferta | Terza divisa |

## Organigramma societario
Di seguito sono riportati i membri dello staff del Monopoli.
Area direttiva
- Presidente: Enzo Mastronardi

Area tecnica
- Direttore sportivo: Massimo Mariotto
- Allenatore: Diego Zanin
- Allenatore in seconda: Nicola Losacco
- Preparatore atletico: Giacomo Cofano
- Preparatore portieri: Francesco Monaco
- Match Analyst: Carmine Alessandria
- Team Manager: Vito Mastronardi
- Magazziniere: Giuseppe Intini

Area sanitaria
- Medico sociale: Bartolomeo Allegrini
- Fisioterapista: Stanislao Rodi
- Massaggiatore: Claudio Mastronardi

## Rosa
Di seguito è riportata la rosa del Monopoli.
| N. |                     | Ruolo | Calciatore                   |
| -- | ------------------- | ----- | ---------------------------- |
| 1  | Italia (bandiera)   | P     | Rocco Pellegrino             |
| 2  | Italia (bandiera)   | D     | Lorenzo Carissoni            |
| 3  | Italia (bandiera)   | D     | Mario Mercadante             |
| 4  | Italia (bandiera)   | D     | Pasquale Esposito (capitano) |
| 5  | Italia (bandiera)   | D     | Michele Ferrara              |
| 6  | Italia (bandiera)   | C     | Simone Ricucci               |
| 7  | Italia (bandiera)   | C     | Davide Difino                |
| 8  | Italia (bandiera)   | C     | Luigi Viola                  |
| 9  | Italia (bandiera)   | A     | Giuseppe Genchi              |
| 10 | Italia (bandiera)   | A     | Alessandro Gatto             |
| 11 | Italia (bandiera)   | A     | Gianluca D'Auria             |
| 13 | Grecia (bandiera)   | C     | Dimitrios Sounas             |
| 14 | Italia (bandiera)   | D     | Mattia Bei                   |
| 15 | Slovenia (bandiera) | A     | Til Mavretic                 |
| 16 | Italia (bandiera)   | C     | Domenico Franco              |

| N. |                                 | Ruolo | Calciatore            |
| -- | ------------------------------- | ----- | --------------------- |
| 17 | Italia (bandiera)               | D     | Marco De Vito         |
| 18 | Grecia (bandiera)               | A     | Alexandros Mouzakitis |
| 19 | Italia (bandiera)               | C     | Giovanni Pinto        |
| 20 | Portogallo (bandiera)           | C     | Ivan Forbes           |
| 21 | Italia (bandiera)               | C     | Davide Balestrero     |
| 22 | Italia (bandiera)               | P     | Alessandro Mirarco    |
| 23 | Italia (bandiera)               | A     | Mattia Montini        |
| 24 | Italia (bandiera)               | D     | Massimo Pugliese      |
| 25 | Italia (bandiera)               | C     | Gianmarco Bassi       |
| 26 | Italia (bandiera)               | A     | Francesco Di Cosola   |
| 28 | Uruguay (bandiera)              | C     | Ignacio Nicolini      |
| 29 | Italia (bandiera)               | D     | Niccolò Padalino      |
| 30 | Italia (bandiera)               | D     | Loris Bacchetti       |
| 32 | Slovenia (bandiera)             | C     | Dalibor Radujko       |
| 35 | Bosnia ed Erzegovina (bandiera) | A     | Enis Nadarevic        |

## Calciomercato
Di seguito sono riportati i trasferimenti del calciomercato 2016-2017 del Monopoli.

### Sessione estiva(dal 01/07 al 31/08)
| Acquisti | Acquisti              | Acquisti           | Acquisti      |
| R.       | Nome                  | da                 | Modalità      |
| -------- | --------------------- | ------------------ | ------------- |
| D        | Loris Bacchetti       | Pro Vercelli       | prestito      |
| D        | Mattia Bei            | Virtus Lanciano    | definitivo    |
| D        | Simone Cassano        | Virtus Francavilla | definitivo    |
| D        | Marco De Vito         | Caratese           | definitivo    |
| D        | Antonio Lubrano       | Bisceglie          | fine prestito |
| C        | Davide Balestrero     | Lavagnese          | definitivo    |
| C        | Domenico Franco       | Aversa Normanna    | definitivo    |
| C        | Ignacio Nicolini      | Flamurtari Valona  | definitivo    |
| C        | Rosario Pinto         | Siena              | fine prestito |
| C        | Dalibor Radujko       | Koper              | definitivo    |
| C        | Dimitrios Sounas      | Apollōn Smyrnīs    | definitivo    |
| A        | Vincenzo Bellante     | Città di Castello  | fine prestito |
| A        | Gianluca D'Auria      | FC Francavilla     | definitivo    |
| A        | Ivan Di Federico      | Fermana            | fine prestito |
| A        | Ivan Forbes           | Pafos              | definitivo    |
| A        | Alessandro Gatto      | Verona             | definitivo    |
| A        | Giuseppe Genchi       | Taranto            | definitivo    |
| A        | Til Mavretic          | Interblock         | definitivo    |
| A        | Mattia Montini        | Pro Patria         | definitivo    |
| A        | Alexandros Mouzakitis |                    | svincolato    |

| Cessioni | Cessioni                | Cessioni            | Cessioni      |
| R.       | Nome                    | a                   | Modalità      |
| -------- | ----------------------- | ------------------- | ------------- |
| P        | Matteo Pisseri          | Ternana             | fine prestito |
| D        | Loris Bacchetti         | Pro Vercelli        | definitivo    |
| D        | Mattia Bei              | Virtus Lanciano     | fine prestito |
| D        | Ferdinando Castaldo     | Savoia              | definitivo    |
| D        | Shadi Ghosheh           |                     | svincolato    |
| D        | Antonio Lubrano         |                     |               |
| D        | Alessio Luciani         | Arezzo              | definitivo    |
| C        | Simone Battaglia        | Roma                | fine prestito |
| C        | Marco Djuric            | Cesena              | fine prestito |
| C        | Antonio Marasciulo      |                     | svincolato    |
| C        | Matteo Maresca          | Pisa                | fine prestito |
| C        | Fabio Meduri            | Campobasso          | definitivo    |
| C        | Gaetano Milella         |                     | svincolato    |
| C        | Rosario Pinto           |                     |               |
| C        | Mariano Romano          | Monterosi Tuscia    | definitivo    |
| C        | Pierangelo Tarantino    | Delta Rovigo        | definitivo    |
| A        | Vincenzo Bellante       | Cavese              | definitivo    |
| A        | Giacomo Canalini        | Casertana           | fine prestito |
| A        | Antonio Croce           | Teramo              | definitivo    |
| A        | Ivan Di Federico        | Olympia Agnonese    | definitivo    |
| A        | Francesco Di Mariano    | Roma                | fine prestito |
| A        | Giuseppe Gambino        | Cosenza             | definitivo    |
| A        | Antony Guglielmi        | Soccer Trani        | definitivo    |
| A        | Facundo Lescano         | Torino              | fine prestito |
| A        | John Junior Nkomb Nkomb | Paris Saint-Germain | fine prestito |
| A        | Marco Rosafio           | Lecce               | fine prestito |

### Sessione invernale(dal 03/01 al 31/01)
| Acquisti | Acquisti | Acquisti | Acquisti |
| R.       | Nome     | da       | Modalità |
| -------- | -------- | -------- | -------- |

| Cessioni | Cessioni | Cessioni | Cessioni |
| R.       | Nome     | a        | Modalità |
| -------- | -------- | -------- | -------- |

## Risultati

### Lega Pro

#### Girone di andata
| Arbitro: | Valiante (Nocera Inferiore) |

|                |           |                                   |
| Mouzakitis 83’ | Marcatori | 51’ Caturano 67’ (rig.) Torromino |

| Arbitro: | Paterna (Teramo) |

|  |           |           |
|  | Marcatori | 38’ Gatto |

| Arbitro: | Fiorini (Frosinone) |

|  |           |              |
|  | Marcatori | 8’ Del Sante |

| Arbitro: | Sozza (Seregno) |

|           |           |             |
| Dezai 84’ | Marcatori | 48’ Montini |

| Arbitro: | Proietti (Terni) |

|              |           |            |
| Esposito 26’ | Marcatori | 2’ Porcino |

| Arbitro: | Pasciuta (Agrigento) |

|  |           |                          |
|  | Marcatori | 59’ Montini 71’ Esposito |

| Arbitro: | Luciano (Lamezia Terme) |

|             |           |  |
| Montini 34’ | Marcatori |  |

| Arbitro: | Cipriani (Empoli) |

|  |           |                  |
|  | Marcatori | 53’ 76’ A. Gatto |

| Arbitro: | Vigile (Cosenza) |

|                        |           |             |
| Montini 30’ Genchi 48’ | Marcatori | 93’ Madonia |

| Arbitro: | Giua (Pisa) |

|                                                |           |             |
| Vacca 28’ Rubin 33’ Padovan 74’ Sainz-Maza 94’ | Marcatori | 61’ Montini |

| Arbitro: | Zingarelli (Siena) |

|                        |           |                     |
| Montini 9’ D'Auria 60’ | Marcatori | 5’ Sarao 88’ Basrak |

| Francavilla Fontana 6 novembre 2016, ore 14:30 CET 12ª giornata | Virtus Francavilla | 0 – 0 referto | Monopoli | Stadio Giovanni Paolo II\| Arbitro: \| Paterna (Teramo) \| |
| Arbitro:                                                        | Paterna (Teramo)   |               |          |                                                            |

| Arbitro: | Miele (Torino) |

|  |           |                            |
|  | Marcatori | 7’ Cogliati 90+1’ Leonetti |

| Arbitro: | Capone (Palermo) |

|                      |           |             |
| Mungo 38’ Baclet 73’ | Marcatori | 55’ Montini |

| Arbitro: | Gariglio (Pinerolo) |

|                                      |           |              |
| Vicente 4’ De Vena 72’ C. Foggia 75’ | Marcatori | 49’ Mavretic |

| Arbitro: | Piscopo (Imperia) |

|             |           |  |
| Montini 86’ | Marcatori |  |

| Arbitro: | Nicoletti (Catanzaro) |

|                                                            |           |             |
| Russotto 26’ Barisic 50’ Mazzarani 52’ Paolucci 80’ (rig.) | Marcatori | 54’ Montini |

| Arbitro: | Viotti (Tivoli) |

|            |           |                                     |
| Genchi 52’ | Marcatori | 13’ Armellino 30’ Iannini 70’ Meola |

| Arbitro: | Detta (Mantova) |

|              |           |                                |
| G. Gomez 30’ | Marcatori | 6’ (rig.) A. Gatto 58’ De Vito |

#### Girone di ritorno
| Arbitro: | Ranaldi (Tivoli) |

|                                       |           |                               |
| Conev 30’ M. Mancosu 47’ Caturano 55’ | Marcatori | 38’, 42’ Montini 78’ A. Gatto |

| Arbitro: | Andreini (Forlì) |

|                        |           |                                                 |
| Pinto 42’ Mavretic 90’ | Marcatori | 13’ Giannone 86’ (aut.) Balestrero 90+2’ Corado |

| Arbitro: | Zanonato (Vicenza) |

|             |           |           |
| F. Ripa 81’ | Marcatori | 44’ Pinto |

| Arbitro: | Tursi (San Giovanni Valdarno) |

|                 |           |          |
| P. Esposito 11’ | Marcatori | 37’ Azzi |

| Reggio Calabria 5 febbraio 2017, ore 15:00 CET 24ª giornata | Reggina        | 0 – 0 referto | Monopoli | Stadio Oreste Granillo\| Arbitro: \| Curti (Milano) \| |
| Arbitro:                                                    | Curti (Milano) |               |          |                                                        |

| Arbitro: | Provesi (Treviglio) |

|  |           |                               |
|  | Marcatori | 15’ Cicerelli 30’ Della Corte |

| Arbitro: | Di Gioia (Nola) |

|              |           |  |
| Tiscione 58’ | Marcatori |  |

| Arbitro: | Pagliardini (Arezzo) |

|              |           |         |
| Genchi 90+4’ | Marcatori | 56’ Aya |

| Arbitro: | Marchetti (Ostia Lido) |

|              |           |  |
| Anastasi 30’ | Marcatori |  |

| Arbitro: | Perotti (Legnano) |

|  |           |                               |
|  | Marcatori | 10’ Chiricò 42’ (rig.) Mazzeo |

| Arbitro: | Annaloro (Collegno) |

|                        |           |                      |
| G. Giovinco 26’ (rig.) | Marcatori | 51’ (rig.) Nadarevic |

| Arbitro: | De Angeli (Abbiategrasso) |

|             |           |                  |
| Montini 52’ | Marcatori | 64’ A. Albertini |

| Arbitro: | Amabile (Vicenza) |

|                                  |           |                             |
| Saraniti 13’ (rig.) L. Viola 77’ | Marcatori | 69’ A. Gatto 90+3’ Mavretic |

| Arbitro: | Curti (Milano) |

|                          |           |                                                                       |
| D. Franco 28’ Vuthaj 72’ | Marcatori | 14’, 37’ Mendicino 35’ Caccetta 49’ Statella 67’ A. Letizia 89’ Mungo |

| Arbitro: | Massimi (Termoli) |

|            |           |                 |
| Genchi 59’ | Marcatori | 72’ A. Esposito |

| Arbitro: | Prontera (Bologna) |

|  |           |              |
|  | Marcatori | 90+2’ Genchi |

| Arbitro: | Robilotta (Sala Consilina) |

|                                        |           |  |
| P. Esposito 40’ Ricucci 67’ Genchi 88’ | Marcatori |  |

| Arbitro: | Chindemi (Viterbo) |

|               |           |             |
| Armellino 27’ | Marcatori | 85’ Montini |

| Monopoli 7 maggio 2017, ore 15:00 CEST 38ª giornata | Monopoli        | 0 – 0 referto | Akragas | Stadio Vito Simone Veneziani\| Arbitro: \| Viotti (Tivoli) \| |
| Arbitro:                                            | Viotti (Tivoli) |               |         |                                                               |

### Coppa Italia Lega Pro

#### Fase a gironi
| Arbitro: | De Santis (Lecce) |

|                          |           |  |
| Balestrero 65’ Gatto 83’ | Marcatori |  |

| Arbitro: | Rabilotta (Sala Consilina) |

|                                                                |           |             |
| De Angelis 28’ Gallù 32’ Nzola 55’ Prezioso 61’ Alessandro 69’ | Marcatori | 52’ De Vito |

## Statistiche
Statistiche aggiornate al 6 marzo 2017.

### Statistiche di squadra
| Competizione          | Punti | In casa | In casa | In casa | In casa | In casa | In casa | In trasferta | In trasferta | In trasferta | In trasferta | In trasferta | In trasferta | Totale | Totale | Totale | Totale | Totale | Totale | DR  |
| Competizione          | Punti | G       | V       | N       | P       | Gf      | Gs      | G            | V            | N            | P            | Gf           | Gs           | G      | V      | N      | P      | Gf     | Gs     | DR  |
| --------------------- | ----- | ------- | ------- | ------- | ------- | ------- | ------- | ------------ | ------------ | ------------ | ------------ | ------------ | ------------ | ------ | ------ | ------ | ------ | ------ | ------ | --- |
| Lega Pro              | 42    | 19      | 4       | 7       | 8       | 20      | 29      | 19           | 5            | 8            | 6            | 22           | 25           | 38     | 9      | 15     | 14     | 42     | 54     | -12 |
| Coppa Italia Lega Pro | 3     | 1       | 1       | 0       | 0       | 2       | 0       | 1            | 0            | 0            | 1            | 1            | 5            | 2      | 1      | 0      | 1      | 3      | 5      | -2  |
| Totale                | 45    | 20      | 5       | 7       | 8       | 22      | 29      | 20           | 5            | 8            | 7            | 23           | 30           | 40     | 10     | 15     | 15     | 45     | 59     | -14 |

### Andamento in campionato
| Giornata  | 1  | 2  | 3  | 4  | 5  | 6 | 7 | 8 | 9 | 10 | 11 | 12 | 13 | 14 | 15 | 16 | 17 | 18 | 19 | 20 | 21 | 22 | 23 | 24 | 25 | 26 | 27 | 28 | 29 | 30 | 31 | 32 | 33 | 34 | 35 | 36 | 37 | 38 |
| --------- | -- | -- | -- | -- | -- | - | - | - | - | -- | -- | -- | -- | -- | -- | -- | -- | -- | -- | -- | -- | -- | -- | -- | -- | -- | -- | -- | -- | -- | -- | -- | -- | -- | -- | -- | -- | -- |
| Luogo     | C  | T  | C  | T  | C  | T | C | T | C | T  | C  | T  | C  | T  | T  | C  | T  | C  | T  | T  | C  | T  | C  | T  | C  | T  | C  | T  | C  | T  | C  | T  | C  | C  | T  | C  | T  | C  |
| Risultato | P  | V  | P  | N  | N  | V | V | V | V | P  | N  | N  | P  | P  | P  | V  | P  | P  | V  | N  | P  | N  | N  | N  | P  | P  | N  | P  |    |    |    |    |    |    |    |    |    |    |
| Posizione | 14 | 11 | 12 | 12 | 10 | 7 |   | 6 | 6 |    |    |    |    |    |    |    |    |    | 10 |    |    |    |    |    |    |    |    | 13 |    |    |    |    |    |    |    |    |    |    |

Fonte:  EVOLUZIONE CLASSIFICA LEGA PRO GIRONE C 16/17, su transfermarkt.it.
Legenda:

Luogo: C = Casa; T = Trasferta. Risultato: V = Vittoria; N = Pareggio; P = Sconfitta.

### Statistiche dei giocatori
Aggiornate al 25 settembre 2016
Sono in corsivo i calciatori che hanno lasciato la società a stagione in corso.
| Giocatore     | Lega Pro | Lega Pro | Lega Pro    | Lega Pro   | Coppa Italia Lega Pro | Coppa Italia Lega Pro | Coppa Italia Lega Pro | Coppa Italia Lega Pro | Totale   | Totale | Totale      | Totale     |
| Giocatore     | Presenze | Reti     | Ammonizioni | Espulsioni | Presenze              | Reti                  | Ammonizioni           | Espulsioni            | Presenze | Reti   | Ammonizioni | Espulsioni |
| ------------- | -------- | -------- | ----------- | ---------- | --------------------- | --------------------- | --------------------- | --------------------- | -------- | ------ | ----------- | ---------- |
| L. Bacchetti  | 5        | 0        | 2           | 0          | -                     | -                     | -                     | -                     | 5        | 0      | 2           | 0          |
| D. Balestrero | 5        | 0        | 1           | 0          | 2                     | 1                     | 0                     | 0                     | 7        | 1      | 1           | 0          |
| G. Bassi      | 0        | 0        | 0           | 0          | -                     | -                     | -                     | -                     | 0        | 0      | 0           | 0          |
| M. Bei        | 3        | 0        | 1           | 0          | -                     | -                     | -                     | -                     | 3        | 0      | 1           | 0          |
| S. Cassano    | 0        | 0        | 0           | 0          | -                     | -                     | -                     | -                     | 0        | 0      | 0           | 0          |
| G. D'Auria    | 2        | 0        | 0           | 0          | 2                     | 0                     | 0                     | 0                     | 4        | 0      | 0           | 0          |
| M. De Vito    | 0        | 0        | 0           | 0          | 2                     | 1                     | 0                     | 0                     | 2        | 1      | 0           | 0          |
| F. Di Casola  | 0        | 0        | 0           | 0          | -                     | -                     | -                     | -                     | 0        | 0      | 0           | 0          |
| D. Difino     | 0        | 0        | 0           | 0          | 0                     | 0                     | 0                     | 0                     | 0        | 0      | 0           | 0          |
| P. Esposito   | 6        | 2        | 1           | 0          | 2                     | 0                     | 0                     | 0                     | 8        | 2      | 1           | 0          |
| M. Ferrara    | 2        | 0        | 0           | 0          | 2                     | 0                     | 0                     | 0                     | 4        | 0      | 0           | 0          |
| I. Forbes     | 1        | 0        | 1           | 0          | 1                     | 0                     | 0                     | 0                     | 2        | 0      | 1           | 0          |
| D. Franco     | 3        | 0        | 0           | 0          | 2                     | 0                     | 0                     | 0                     | 5        | 0      | 0           | 0          |
| A. Gatto      | 6        | 1        | 0           | 0          | 2                     | 1                     | 0                     | 0                     | 8        | 2      | 0           | 0          |
| G. Genchi     | 5        | 0        | 1           | 0          | 2                     | 0                     | 0                     | 0                     | 7        | 0      | 1           | 0          |
| T. Mavretic   | 0        | 0        | 0           | 0          | -                     | -                     | -                     | -                     | 0        | 0      | 0           | 0          |
| M. Mercadante | 3        | 0        | 0           | 0          | 0                     | 0                     | 0                     | 0                     | 3        | 0      | 0           | 0          |
| M. Montini    | 5        | 2        | 1           | 0          | -                     | -                     | -                     | -                     | 5        | 2      | 1           | 0          |
| A. Mirarco    | 6        | -5       | 2           | 0          | 2                     | -5                    | 0                     | 0                     | 8        | -10    | 2           | 0          |
| A. Mouzakitis | 5        | 1        | 0           | 0          | -                     | -                     | -                     | -                     | 5        | 1      | 0           | 0          |
| I. Nicolini   | 4        | 0        | 1           | 0          | -                     | -                     | -                     | -                     | 4        | 0      | 1           | 0          |
| N. Padalino   | 0        | 0        | 0           | 0          | -                     | -                     | -                     | -                     | 0        | 0      | 0           | 0          |
| R. Pellegrino | 0        | -0       | 0           | 0          | 0                     | -0                    | 0                     | 0                     | 0        | -0     | 0           | 0          |
| G. Pinto      | 5        | 0        | 1           | 0          | 2                     | 0                     | 0                     | 0                     | 7        | 0      | 1           | 0          |
| M. Pugliese   | 0        | 0        | 0           | 0          | -                     | -                     | -                     | -                     | 0        | 0      | 0           | 0          |
| D. Radujko    | 1        | 0        | 0           | 0          | 2                     | 0                     | 0                     | 0                     | 3        | 0      | 0           | 0          |
| S. Ricucci    | 6        | 0        | 3           | 0          | 1                     | 0                     | 0                     | 0                     | 7        | 0      | 3           | 0          |
| D. Sounas     | 1        | 0        | 0           | 0          | 2                     | 0                     | 0                     | 0                     | 3        | 0      | 0           | 0          |
| L. Viola      | 6        | 0        | 1           | 0          | 2                     | 0                     | 0                     | 0                     | 8        | 0      | 1           | 0          |